# Kefersteinia fauveli
Kefersteinia fauveli är en ringmaskart som beskrevs av Averincev 1972. Kefersteinia fauveli ingår i släktet Kefersteinia och familjen Hesionidae. Inga underarter finns listade i Catalogue of Life.